# Capylarodepopsis exophthalmus
Capylarodepopsis exophthalmus là một loài bọ cánh cứng trong họ Rhynchitidae. Loài này được Heller miêu tả khoa học năm 1922.